# Zbečno
Zbečno település Csehországban, Rakovníki járásban. Zbečno Roztoky, Městečko, Račice, Sýkořice, Lány, Křivoklát és Běleč településekkel határos. Lakosainak száma 613 fő (2024. január 1.).

## Népesség
A település lakosságának változását az alábbi diagram mutatja:
| Lakosok száma | 1310 | 1256 | 1242 | 1327 | 586  | 437  | 522  | 559  | 568  | 613  |
|               | 1869 | 1890 | 1921 | 1950 | 1980 | 2001 | 2017 | 2019 | 2022 | 2024 |